# هربرت دبلیو روسکی
هربرت دبلیو روسکی (انگلیسی: Herbert W. Roesky؛ زادهٔ november ۶, ۱۹۳۵ (۸۹ سال)) دانشمند در زمینه اهل آلمان و از اعضای خارجی فرهنگستان علوم روسیه و فرهنگستان علوم فرانسه است.